# Juan Antín
Juan Antin (nascut a Buenos Aires el 1969) és un director i guionista argentí de pel·lícules d'animació. Va estudiar Ciències de la Computació a la Universitat de Buenos Aires, on hi dirigeix el Departament d'Animació 3-D i Digital FX des de 1998. Ha dirigit nombrosos curtmetratges utilitzant diverses tècniques, així com dos llargmetratges, Mercano, el marciano el 2002, amb el que va guanyar el Premi del Públic al millor llargmetratge d'animació al XXXV Festival Internacional de Cinema Fantàstic de Catalunya, i Pachamama el 2018.

## Filmografia

### Llargmetratges
- 2002: Mercano, el marciano
- 2018: Pachamama[4]

### Curtmetratges
- 2006 : Rolo y Colo en: No te hagas la cabeza